# Wittem-Projekt
Das Wittem-Projekt ist ein 2002 ins Leben gerufenes Projekt mehrerer europäischer Urheberrechtswissenschaftler zur Erarbeitung eines gemeinsamen europäischen Urheberrechts. Am 26. April 2010 stellte die Autorengruppe ihren European Copyright Code der Öffentlichkeit vor. Der Entwurf entstand vor dem Hintergrund einer bislang nur punktuellen Rechtsvereinheitlichung in der Europäischen Union auf dem Gebiet des Urheberrechts. Die Vorschläge der Wittem-Gruppe werden in der Fachwelt kontrovers diskutiert.

## Geschichte
Das Wittem-Projekt ging aus einem Arbeitsprojekt im Rahmen des von der niederländischen Regierung getragenen Forschungsprogramms ITeR (Informatietechnologie en recht, „Informationstechnik und Recht“) hervor, welches von den drei niederländischen Universitäten Nijmegen, Amsterdam und Leiden durchgeführt wurde. Ursprüngliches Ziel dieses Projekts war, die Konsistenz und Transparenz der gesetzlichen Regelungen in Europa auf dem Gebiet des geistigen Eigentums zu erhöhen; auf einer Arbeitssitzung in Wittem entschlossen sich die Projektbeteiligten dann im Jahr 2003, das Hauptaugenmerk ihrer Arbeit auf die Formulierung grundlegender Prinzipien des europäischen Urheberrechts und deren Niederschrift in einem code zu richten.
Die Projektverantwortlichen – die Universitätsprofessoren Antoon Quaedvlieg (Radboud-Universität Nijmegen), P. Bernt Hugenholtz (Universität von Amsterdam) und Dirk Visser (Universität Leiden) – luden zu diesem Zweck weitere Wissenschaftler zur Teilnahme ein. Dem Redaktionsausschuss (drafting committee), von dem der European Copyright Code ausgearbeitet wurde, gehörten schließlich neben den drei Begründern auch die Professoren Lionel Bently (Centre for Intellectual Property and Information Law, University of Cambridge), Thomas Dreier (Institut für Informations- und Wirtschaftsrecht, Universität Karlsruhe), Reto M. Hilty (Max-Planck-Institut für Geistiges Eigentum-, Wettbewerbs- und Steuerrecht, München) und Alain Strowel (Facultés Universitaires Saint-Louis, Brüssel) an. Daneben wurde ein Beratergremium (advisory board) gebildet, das an den Diskussionen beteiligt war. Zudem wurden zu den Diskussionen einzelner Themenkomplexe immer wieder auch weitere Experten hinzugezogen.
Der European Copyright Code wurde am 26. April 2010, dem zehnten Welttag des geistigen Eigentums, im Internet auf der Seite der Wittem-Gruppe veröffentlicht. 2011 folgte sein Abdruck in der Fachzeitschrift European Intellectual Property Review. Mit der Fertigstellung und Publikation des Codes endete das Wittem-Projekt.

## European Copyright Code

### Konzeption
Dem Willen der Wittem-Gruppe nach ist der European Copyright Code (ECC) als mögliches Vorbild oder Anregung für zukünftige Harmonisierungs- oder Vereinheitlichungsvorhaben des europäischen Urheberrechts konzipiert. Er zielt nicht auf eine Umordnung des internationalen Urheberrechtssystems, sondern nimmt die völkerrechtlichen Verpflichtungen der Europäischen Union und ihrer Mitgliedsstaaten – insbesondere aus der Revidierten Berner Übereinkunft (RBÜ), des TRIPS-Abkommens und des WIPO-Urheberrechtsvertrags – als gegeben an.
Der ECC ist als Gesetzestext ausformuliert und besteht aus 28 Artikeln, die in fünf Kapiteln angeordnet sind: Schutzgegenstand des Urheberrechts (Kapitel 1); Urheber- und Rechteinhaberschaft (Kapitel 2); Urheberpersönlichkeitsrechte (Kapitel 3); Verwertungsrechte (Kapitel 4) und Schrankenregelungen (Kapitel 5). In 58 begleitenden Fußnoten erläutern die Autoren einzelne Bestimmungen, verweisen auf bestehende Normen im europäischen Urheberrecht sowie den internationalen Abkommen und berichten über die zugrunde liegenden Erwägungen innerhalb der Gruppe. Trotz der Detailtiefe der einzelnen Bestimmungen beschränkt sich der ECC inhaltlich auf einen „Kern“ des Urheberrechts: Enthalten sind so etwa weder Regelungen zu den Vergütungsansprüchen, noch zu den verwandten Schutzrechten (wie dem Schutz des ausübenden Künstlers oder des Datenbankherstellers) oder zum Schutz technischer Maßnahmen.

### Inhalt

#### Schutzgegenstand
Schutzgegenstand des ECC sind „Werke“, worunter „jede Ausdrucksform aus dem Bereich der Literatur, Kunst oder Wissenschaft“ fällt, sofern und soweit es sich bei ihr um eine „eigene geistige Schöpfung ihres Urhebers“ handelt. Nicht erforderlich ist entsprechend die körperliche Festlegung des Werkes. Innerhalb dieses Rahmens geht der ECC von einem offenen Werkartenkatalog aus, der allerdings – ähnlich wie beispielsweise auch im deutschen Urheberrechtsgesetz – durch eine beispielhafte Aufzählung von Ausdrucksformen konkretisiert wird. Hierzu zählen etwa geschriebene oder gesprochene Worte, Musikkompositionen, Fotografien, Filme und Computerprogramme. „Für sich“ genommen (in themselves) ausdrücklich schutzunfähig sind demgegenüber Fakten, Entdeckungen, Nachrichten und Daten, Ideen und Theorien sowie Verfahrensweisen, Handlungsmethoden und mathematische Konzepte. Daneben wird einigen Werken amtlichen Ursprungs der Schutz versagt.

#### Urheber- und Rechteinhaberschaft
Urheber eines Werkes ist die natürliche Person, die es geschaffen hat; gibt es mehrere Werkschöpfer, so sind alle (Mit)urheber. Der Werkurheber verfügt zum einen über eine Reihe von Urheberpersönlichkeitsrechten (dazu näher nachstehend). Zum anderen ist er Erstinhaber der (wirtschaftlichen) Verwertungsrechte. Diese sind zur Gänze oder in Teilen übertragbar, lizenzierbar und vererblich. Auch nach Übertragung seiner Rechte verbleibt dem Urheber dabei noch ein Vergütungsanspruch. Im Übrigen bedarf die Rechteübertragung der Schriftform. Der Umfang eingeräumter Nutzungsrechte („Lizenzen“) ist nach einem Übertragungszweckgrundsatz zu bestimmen. Sonderbestimmungen sieht der ECC für Werke vor, die im Rahmen eines Arbeitsverhältnisses geschaffen werden oder aus einem Beauftragungsverhältnis hervorgehen: Vorbehaltlich abweichender Vereinbarungen sollen die Verwertungsrechte im ersteren Fall auf den Arbeitgeber übertragen werden, im letzteren Fall soll der Auftraggeber die zur Erfüllung des Auftragszwecks erforderlichen Nutzungsrechte erhalten.

#### Urheberpersönlichkeitsrechte
Als Urheberpersönlichkeitsrechte werden im ECC anerkannt:
- das Veröffentlichungsrecht, also das ausschließliche Recht, über das Ob und Wie der Erstveröffentlichung des Werkes zu entscheiden;[27]
- das Namensnennungsrecht, bestehend aus dem Recht, als Urheber in der gewünschten Weise anerkannt zu werden (oder anonym zu bleiben), sowie dem Anspruch auf Nennung der Werkbezeichnung bzw. des Werktitels;[28]
- das Recht auf Werkintegrität, worunter das Recht zu verstehen ist, sich jeder Entstellung, Verstümmelung, sonstigen Änderung oder Beeinträchtigung des Werkes zu widersetzen, die der Ehre des Urhebers oder seinem Ruf abträglich sein könnte.[29]

Abweichend von vielen Rechtsordnungen folgt der ECC der Idee, dass die Schutzdauer dieser Rechte nicht einheitlich festgesetzt werden sollte. Insbesondere endet das Veröffentlichungsrecht bereits mit dem Tod des Urhebers. Die Schutzdauer der beiden anderen Urheberpersönlichkeitsrecht wurde von den Autoren des Entwurfs offengelassen. Die Urheberpersönlichkeitsrechte sind zwar unübertragbar, jedoch kann der Urheber darin einwilligen, sie nicht auszuüben, sofern die Einwilligung informiert, eindeutig und von beschränkter Reichweite ist.
Besondererweise sind die gewährten Urheberpersönlichkeitsrechte in solchen Fällen nicht durchsetzbar, in denen ihre Durchsetzung berechtigte Interessen Dritter in einem solchen Maße verletzen würde, dass die Interessen des Dritten die Interessen des Urhebers deutlich überwiegen (to an extent which is manifestly disproportionate to the interests of the author).

#### Verwertungsrechte
Verwertungsrechte im Sinne des ECC sind:
- das Vervielfältigungsrecht, unter das vorübergehende Vervielfältigungshandlungen jedoch nur dann fallen, wenn ihnen eine eigenständige wirtschaftliche Bedeutung zukommt;[36]
- das Verbreitungsrecht, also das Recht, das Original eines Werkes oder Vervielfältigungsstücke davon in der Öffentlichkeit zu verbreiten.[37] Das Verbreitungsrecht an einem Werkexemplar unterliegt der Erschöpfung, das heißt, es „verbraucht“ sich mit seinem erstmaligen (erlaubterweise erfolgenden) Inverkehrbringen;[38]
- das Vermietrecht;[39]
- das Recht der öffentlichen Wiedergabe, einschließlich des Aufführungs- und Senderechts sowie des Rechts, das Werk solcherart der Öffentlichkeit zugänglich zu machen – etwa im Internet –, dass Mitglieder der Öffentlichkeit es von Orten und zu Zeiten ihrer Wahl abrufen können.[40] Nach dem Verständnis des ECC setzt die erforderliche „Öffentlichkeit“ der Wiedergabehandlung voraus, dass sie sich an eine Mehrzahl von Personen richtet, die nicht durch persönliche Beziehungen verbunden sind;[41]
- das Bearbeitungsrecht, worunter der ECC das Recht versteht, das Werk „anzupassen, zu übersetzen, zu arrangieren oder anderweitig zu verändern“.[42]

Die Schutzdauer der Verwertungsrechte ist einheitlich konzipiert, wurde von den Autoren im Entwurf aber mangels Einigung nicht weiter quantifiziert. In einer Fußnote wird jedoch ergänzend darauf hingewiesen, dass unter den Mitgliedern der Wittem-Gruppe die Überzeugung vorherrschte, dass die derzeitigen Schutzdauern für Verwertungsrechte zu lang sind.

#### Schrankenregelungen
Der ECC sieht eine Reihe von Ausnahmeregelungen vor. Sie sind zunächst in vier Gruppen angeordnet: Nutzungen mit geringer wirtschaftlicher Bedeutung; Nutzungen mit dem Zweck der Förderung der Meinungsfreiheit und Information; Nutzungen zur Förderung gesellschaftlicher, politischer oder kultureller Zwecke; sowie Nutzungen zur Förderung des Wettbewerbs. Im Einzelnen:
- Nutzungen mit geringer wirtschaftlicher Bedeutung:

erlaubnis- und vergütungsfrei: das Herstellen einer Sicherungskopie durch einen Nutzungsberechtigten, die Nutzung als unwesentliches Beiwerk sowie die Nutzung im Zusammenhang mit der Vorführung oder Reparatur eines Geräts;
- Nutzungen mit dem Zweck der Förderung der Meinungsfreiheit und Information:

erlaubnis- und vergütungsfrei: die Nutzung im Rahmen der Berichterstattung über aktuelle Ereignisse; die mediale Nutzung veröffentlichter Artikel zu aktuellen wirtschaftlichen, politischen oder religiösen Themen sowie von vergleichbaren gesendeten Werken; die Nutzung von Werken der Baukunst und plastischen Werken, die dazu angefertigt wurden, sich bleibend an öffentlichen Orten zu befinden (sog. Panoramafreiheit); das Zitieren veröffentlichter Werke; die Nutzung zum Zwecke der Karikatur, Parodie oder Pastiche;
erlaubnisfrei, aber vergütungspflichtig (Vergütungsanspruch nur durch eine Verwertungsgesellschaft wahrnehmbar): die Nutzung einzelner Artikel zur internen Weitergabe innerhalb von Organisationen; die Nutzung zu Zwecken wissenschaftlicher Forschung;
- Nutzungen zur Förderung gesellschaftlicher, politischer oder kultureller Zwecke:

erlaubnis- und vergütungsfrei: die Nutzung zugunsten behinderter Personen, soweit diese keinen kommerziellen Zwecken dient und unmittelbar mit der Behinderung zusammenhängt; die Nutzung zur Sicherstellung ordnungsgemäßer behördlicher, parlamentarischer und justizieller Verfahrensabläufe sowie zu Zwecken der öffentlichen Sicherheit; die Nutzung zur nichtkommerziellen Archivierung durch öffentlich zugängliche Bibliotheken, Bildungseinrichtungen, Museen oder Archive;
erlaubnisfrei, aber vergütungspflichtig (Vergütungsanspruch nur durch eine Verwertungsgesellschaft wahrnehmbar): die Vervielfältigung durch eine natürliche Person zur privaten Nutzung (sog. Privatkopie) und die Nutzung zu Bildungszwecken;
- Nutzungen zur Förderung des Wettbewerbs:

erlaubnis- und vergütungsfrei: die Nutzung zum Zwecke der Werbung für öffentliche Ausstellungen oder den öffentlichen Verkauf von künstlerischen Werken oder für Waren, die rechtmäßig in Verkehr gebracht worden sind; die Nutzung zum Zwecke des Reverse Engineering durch einen Nutzungsberechtigten, um Zugang zu Information zu erhalten;
erlaubnisfrei, aber vergütungspflichtig auf Grundlage einer ausgehandelten Vergütungsvereinbarung: die Nutzung von Nachrichtenartikeln, wissenschaftlichen Werken, Industriedesigns, Computerprogrammen und Datenbanken, sofern (i) die Nutzung zur Teilnahme an einem abgeleiteten Markt (derivative market) unerlässlich ist, (ii) der Urheberrechtsinhaber des Werkes eine Lizenzierung zu vernünftigen Bedingungen verweigert hat, sodass es zu einer Unterbindung von Wettbewerb auf dem betreffenden Markt gekommen ist, und (iii) die Nutzung die berechtigten Interessen des Urheberrechtsinhabers nicht unzumutbar beeinträchtigt.
Über die ausdrücklich formulierten Schrankenbestimmungen hinaus enthält der ECC eine Generalklausel, wonach auch Nutzungshandlungen, die nicht ausdrücklich erfasst, aber einer ausdrücklich privilegierten Nutzung „vergleichbar“ sind, nach Maßgabe des Drei-Stufen-Tests und unter Berücksichtigung berechtigter Interessen Dritter zulässig sind. Damit wird bezweckt, den ECC um ein Flexibilisierungselement zu ergänzen, das den geschlossenen Schrankenkatalogen der InfoSoc-Richtlinie, aber etwa auch des nationalen deutschen Rechts, abgeht. Die hieraus resultierende „hybride“ Struktur vermittelt insoweit zwischen den geschlossenen Schrankenansätzen der Droit-d’auteur-Systeme und den ganz offenen Generalklauseln nach angelsächsischem Vorbild (Fair Use).
Die Schrankenregelungen lassen das Veröffentlichungsrecht des Urhebers unberührt, ebenso – mit Ausnahme der erlaubten Nutzungen mit geringer wirtschaftlicher Bedeutung – grundsätzlich dessen Namensnennungsrecht. Mit Ausnahme der Nutzungen zur Förderung des Wettbewerbs bleibt auch das Recht auf Werkintegrität unangetastet, sofern die betreffende Schrankenbestimmung eine Änderung nicht ausdrücklich zulässt oder diese durch das verwendete Vervielfältigungs- bzw. Wiedergabeverfahren bedingt ist.

### Rezeption

#### Allgemein
Der ECC traf auf breite wissenschaftliche Rezeption, wo er zumeist mindestens im Ansatz Zustimmung, aber auch Kritik erfahren hat. Von vielen Seiten wird der Ansatz des Projekts, sich aus der Wissenschaftsgemeinde heraus in derart umfassender Form in den rechtspolitischen Diskurs um das Europäische Urheberrecht einzubringen, begrüßt. Positiv aufgenommen wird von verschiedener Seite die Grundambition des Projekts, einen Ausgleich zwischen Elementen der Droit-d’auteur-Systeme und den Copyright-Systemen anzustreben. Bisweilen wird der Entwurf allerdings auch als zu konservativ beurteilt. Dies gerade auch vor dem Hintergrund, dass der Entwurf sich in ein bestehendes völkerrechtliches Korsett einfügen will, mit dem sich nicht alle Kommentatoren einverstanden zeigen. Ficsor meint hingegen, der Entwurf stehe eher unter dem Einfluss der „Sirenenstimmen derer, die das Schutzniveau des Urheberrechts verringern wollen“ und vermöge die Interessen der Stakeholder vor diesem Hintergrund nicht in einen gerechten Ausgleich zu bringen.

#### Einzelaspekte
Konzeption: André Lucas hebt einerseits den eleganten und klaren Stil des ECC heraus. Andererseits sieht er die beschränkten Ambitionen des Projekts mit Blick auf ein Fehlen vertragsrechtlicher, verwertungsgesellschaftlicher und nachbarrechtlicher Regelungen und Durchsetzungsbestimmungen kritisch; eine Reihe anderer Stimmen erhebt ebenfalls Bedenken gegen die Auslassung wichtiger Bereiche der Urheberrechtsregelung.
Werkbegriff: König bedauert die Übernahme des Begriffs der „eigene[n] geistige[n] Schöpfung“ aus dem acquis; vorzugswürdig sei stattdessen, eine „abstrakte, pragmatische“ Neuformulierung zu finden, die der Realität der richterlichen Rechtsanwendung folgt und so den Bedürfnissen der einzelstaatlichen Rechtssysteme gerecht wird. Die Problematik des Begriffs komme nicht zuletzt auch bereits im ECC selbst zum Ausdruck, dessen Fußnote 7 die Auffassung zum Ausdruck bringt, das „Hauptaugenmerk“ bei der Auslegung des Begriffs der „eigenen geistigen Schöpfung“ solle bei sachlichen und funktionalen Werke eher auf den Fertigkeiten und dem Arbeitsaufwand liegen, bei künstlerischen Erzeugnissen hingegen eher auf dem persönlichen Ausdruck des Urhebers, wodurch eine „wenig pragmatisch[e]“ Differenzierung geschaffen werde. Ficsor weist auf das Fehlen einer Regelung zum Umgang mit folkloristischen Werken hin. Von einigen Autoren werden Bedenken hinsichtlich des exemplarischen Werkartenkatalogs geäußert; dieser greife zum Teil auf Begrifflichkeiten zurück, die in den internationalen Urheberrechtsabkommen nicht verwendet würden, und werfe auch deshalb die Frage nach dem faktischen Harmonisierungspotenzial einer solchen Regelung auf.
Urheberpersönlichkeitsrechte: Klass befürwortet den Ansatz der Wittem-Gruppe, den im bisherigen europäischen Regelungen nur vereinzelt Niederschlag findenden Urheberpersönlichkeitsrechten den „ihnen gebührenden Rang“ zuzuweisen. André Lucas begrüßt speziell die Etablierung des bislang noch nicht universell anerkannten Veröffentlichungsrechts. Dass die Urheberpersönlichkeitsrechte in Fällen, in denen ihre Durchsetzung berechtigte Interessen Dritter beeinträchtigen würde, zurückstehen müssen, sei mit Blick auf die allzu allgemein gehaltene Formulierung allerdings eine nicht akzeptable Einschränkung.
Verwertungsrechte: Ginsburg weist auf das Fehlen einer ausdrücklichen Anerkennung des Anspruchs auf eine angemessene Vergütung hin (vgl. etwa § 32 Abs. 1 des deutschen Urheberrechtsgesetzes). Demgegenüber begrüßt sie die Aufnahme des Übertragungszwecksgrundsatzes aus dem deutschen und niederländischen Recht. André Lucas beklagt hinsichtlich der vorgesehenen Übertragung des Arbeitnehmerurheberrechts an den Arbeitgeber die unzureichende Berücksichtigung der Arbeitnehmerinteressen, denen zumindest ein Vergütungsanspruch zuteilwerden sollte. Hinsichtlich der Erschöpfung des Verbreitungsrechts wird von einigen Kommentatoren darauf aufmerksam gemacht, dass durch die Anknüpfung an das Inverkehrbringen im „Markt“ unklar bleibe, ob hiermit nur – wie de lege lata – der EU- (regionale Erschöpfung) oder irgendein Markt (internationale Erschöpfung) gemeint sei. Im Bereich des Rechts der öffentlichen Wiedergabe sieht Ginsburg die Gefahr, dass durch das Adressatenkriteriums einer „Mehrzahl von Personen […], die nicht durch persönliche Beziehungen verbunden sind“ eine Ambivalenz geschaffen würde (wie weit reichen persönliche Beziehungen?), die geeignet ist, den Umfang des Ausschließlichkeitsrechts allzu stark einzuschränken. Ficsor befürchtet zudem, dass der Verzicht auf die in internationalen Abkommen und vielen nationalen Urheberrechtsordnungen vorgesehenen Spezialregelungen zu einzelnen Teilrechten des Rechts der öffentlichen Wiedergabe – etwa zum Senderecht und zur Kabel(weiter)sendung – erhöhte Rechtsunsicherheit zur Folge hätte.
Schutzdauer: Geiger/Schönherr bedauern, dass hinsichtlich der Schutzdauer des Namensnennungsrechts keine Festlegung getroffen wurde. Ginsburg teilt allerdings die Auffassung der Autoren, die Schutzdauern für unterschiedliche Urheberpersönlichkeitsrechte nach der Nähe zur Urheberpersönlichkeit zu staffeln. Rosati kritisiert analog zu Geiger/Schönherr die nicht festgelegte Schutzdauer der Verwertungsrechte.
Schrankenregelungen: Geiger/Schönherr bemerken, das Kapitel zu den Schrankenbestimmungen schließe einige derzeit bestehende Lücken im europäischen Urheberrecht. Rosati begrüßt insgesamt die Ausgewogenheit zwischen Urheber- und Nutzerinteressen im ECC.
Im Einzelnen werden zum Teil Bedenken gegen die vermeintlich „geringe wirtschaftliche Bedeutung“ der Nutzungen, die der ECC unter dieser Überschrift im Schrankenkatalog anführt, zumal kommerzielle Nutzungshandlungen nicht ausgenommen werden. Ähnliche Kritik sei ferner in verschärftem Maße auch gegen die freigestellten „Nutzungen mit dem Zweck der Förderung der Meinungsfreiheit und Information“ zu richten, deren Vereinbarkeit mit dem Drei-Stufen-Test teilweise zweifelhaft sei; für zu weitgehend erachtet Ginsburg namentlich insbesondere die Schranken zur medialen Nutzung veröffentlichter Artikel zu aktuellen wirtschaftlichen, politischen oder religiösen Themen sowie zur Nutzung zu Zwecken wissenschaftlicher Forschung, denen jeweils jede Beschränkung auf nichtkommerzielle bzw. Forschungszwecke abgeht. Desgleichen gelte für die Schranke zugunsten der Nutzung zu Bildungszwecken, die mangels Beschränkung auf nichtkommerzielle Nutzungen ohne Gewinnerzielungsabsicht „sehr problematisch“ hinsichtlich der Drei-Stufen-Test-Konformität sei. Demgegenüber bemängelt Kuhlen die Schranken zugunsten der wissenschaftlichen Forschung und von Bildungszwecken als zu eng; so sei etwa zu bedauern, dass in beiden Fällen an einer unbedingten Vergütungspflicht festgehalten wird.
Gegen die Freistellungen der Nutzung von Nachrichtenartikeln, wissenschaftlichen Werken, Industriedesigns, Computerprogrammen und Datenbanken zur Förderung des Wettbewerbs wird teilweise vorgebracht, der Umfang dieser Regelung sei zu unspezifisch. Unklar sei insbesondere, was ein „abgeleiteter Markt“ (derivative market) überhaupt sei; Ginsburg und Ficsor vermuten, damit werde wohl ein Markt für Bearbeitungen (adaptions) bezeichnet. Ficsor sieht in dieser „merkwürdig“ strukturierten Bestimmung die „größte Verletzung internationaler Normen und des acquis“; wolle man tatsächlich den Wettbewerbern ermöglichen, die Ursprungswerke ohne Zustimmung ihrer Urheber zu verwenden, werde das Bearbeitungsrecht in einen bloßen Vergütungsanspruch umgewandelt, was einen gravierenden Eingriff darstelle und eine Änderung der RBÜ, des TRIPS-Abkommens und des WIPO-Urheberrechtsvertrags erfordere. Andere Autoren begrüßen dahingegen den Versuch, schon im Bereich des materiellen Urheberrechts dem Wettbewerbsaspekt Rechnung zu tragen. Dem wird entgegengehalten, die Vermischung solcher Aspekte bringe mit Blick auf die unterschiedlichen Schutzzwecke des Urheber- und Wettbewerbsrechts eine erhebliche Inkonsistenz mit sich.
Der den Schrankenkatalog ergänzenden Generalklausel wird in der Literatur besondere Beachtung geschenkt. Von einigen Kommentatoren wird sie als Möglichkeit zur Flexibilisierung begrüßt. Dagegen wird, etwa von André Lucas, vorgebracht, dass die Rechte des Urhebers auf diese Weise eine allzu starke Einschränkung erführen, zumal die Liste der ausdrücklich anerkannten Schranken ohnedies schon sehr lang sei. Nicht zuletzt werde dadurch mit dem Grundsatz der engen Schrankenauslegung gebrochen.

## Ähnliche Projekte
Auf amerikanischer Seite legte fast gleichzeitig zur Veröffentlichung des ECC eine Autorengruppe um Pamela Samuelson den Abschlussbericht ihres Copyright Principles Project (CPP) vor. Abweichend vom Format des als kohärenter Gesetzestext formulierten ECC besteht der Abschlussbericht des CPP aus einer Reihe von Leitprinzipien, anhand derer das Urheberrecht weiterentwickelt werden sollte, sowie einzelnen (Reform-)Vorschlägen. Hinsichtlich der inhaltlichen Leitmotive ähneln sich die beiden Arbeiten allerdings in vielen Punkten; insbesondere räumen CPP wie ECC den Ausnahme- bzw. Schrankenregelungen eine wesentlich zentralere Rolle in der Urheberrechtsgestaltung ein als ihnen unter der gegenwärtigen amerikanischen bzw. europäischen Rechtslage zuteilt wird. Garvais spricht in diesem Zusammenhang von einer Ähnlichkeit der „normativen Infrastruktur“: Beide Projekte versuchten, Kontrollrechte dort zurückzudrängen, wo unwahrscheinlich ist, dass von ihnen positive Auswirkungen auf die Schaffung und Verbreitung neuer Werke ausgehen.